# IC 4501
IC 4501 — галактика типу S? (спіральна галактика) у сузір'ї Терези.
Цей об'єкт міститься в оригінальній редакції індексного каталогу.